# Rhodospatha boliviensis
Rhodospatha boliviensis Engl. & K.Krause – gatunek wieloletnich, wiecznie zielonych pnączy z rodziny obrazkowatych, endemicznych dla Boliwii, zasiedlających wilgotne lasy równikowe.